# Ctenus paranus
Ctenus paranus là một loài nhện trong họ Ctenidae.
Loài này thuộc chi Ctenus. Ctenus paranus được Embrik Strand miêu tả năm 1909.